# نادي حرفيي حلب
نادي حرفيي حلب نادي كرة قدم سوري ينشط في دوري الدرجة الأولى وصعد لأول مرة في تاريخه لدوري الاضواء موسم 2017/2018.